# アーミン・ヴァン・ビューレン
アーミン・ヴァン・ビューレン（Armin van Buuren、オランダ語発音: [ˈɑrmɪn vɑn ˈbyːrə(n)]、英語: [ɑːmɪn væn ˈbjʊəɹən]、1976年12月25日 - ）は、オランダのプロデューサー・トラックメイカー（ビートメイカー）・作曲家・編曲家の音楽アーティスト、DJである。
既婚者で子供が二人いる。弟はギタリストのエレール・ヴァン・ビューレン。代表曲に『This Is What It Feels Like』や『Blah Blah Blah』、『Turn It Up』などが挙げられる。

## 生い立ち
音楽家の両親のもとで育ち、幼い頃から音楽に触発され、魅了された。音楽への愛に加え、後にテクノロジーやコンピューターにも興味を持つようになった。14歳のときに初めてサンプラーを買い、父親のシンセサイザーを譲り受け、音楽制作を始めた。
自転車通学をしながら、ジャン・ミシェル・ジャールやベン・リーブラントの音楽をよく聴いていた。ベン・リーブランドを尊敬しており、彼にデモを送ったところ、熱狂的に受け入れられた。翌年、リーブランドは彼にミキシングと音楽制作について多くのことを教えた。
ミキシングに強い関心を持ち、ネクサスという地元のクラブでDJとして働き始めた。1995年に高校を卒業すると、ライデン大学で法学を専攻していたが、DJ活動を優先にしていたために休学し、DJ活動を休止すると、2000年代に頃に復学し卒業を果たした。スタジオの機材を寝室から本格的なスタジオに移した。新しいスタジオで初めて制作した曲の中には、「Touch Me」や「Communication」のようなヒット曲もあった。特定の音楽スタイルに縛られるのが好きではなかったので、次の曲はバラエティに富んだスタイルになった。彼は自分の音楽を高揚感があり、メロディアスでエネルギッシュだと言う。

## 来歴
1995年にDJとしてデビューし、1999年に自身のレーベルArmindを設立する。その後の2001年3月、彼はID&T Radioで自身のラジオ番組を開始した。（初期はオランダ語で放送され、ASOT 183以降は英語放送）「A State of Trance」と題されたこの週1回2時間の番組で、彼はトランス・ミュージックの最新人気曲をかけ、自身のウェブサイトでアーティストと曲名を公表している。2004年にID&T Radioがジャンルを変更した際、A State of TranceをFresh FM、後にSLAM!FMというオランダの2つのラジオ局に移した。現在では、オランダのラジオ局Radio 538、オンラインラジオ局のDI.FM、アメリカとカナダのXM Satellite Radioのチャンネル52で毎週放送されている。
2003年6月、オランダのブルーメンダール・アン・ゼーにあるブルーミングデールで『A State of Trance』の100回目のエピソードを祝い、13のトラックに分かれた76分のデビュー・アルバム『76』をリリースした。同年、DJ Magで3位に選ばれ、その後2年間（2004年、2005年）3位をキープした。また2004年、ヴァン・ブーレンは『24』のテーマ曲をトランス・ヒットにリミックスした。
2010年、ソフィー・エリス・ベクスターとのコラボレーション・シングル「ノット・ギヴィング・アップ・オン・ラヴ」を発表。

## ディスコグラフィ

### アルバム（海外）
本国オランダをはじめ、海外では以下のオリジナルアルバムがリリースされている（リリースされているアルバムは国によって異なる）。
- 2003 76 (アルバム)
- 2005 Shivers
- 2008 Imagine
- 2010 Mirage
- 2013 Intense
- 2015 Embrace
- 2019 Balance

上記に挙げたオリジナルアルバムの他に、それまでにリリースされた楽曲を集めたコンピレーションアルバム「10 Years」が2006年に発売されている。尚、本国オランダをはじめとした海外では、シングルCDや2枚組などの特別盤、リミックス盤等も複数リリースされている。

### アルバム（日本国内）
日本においては、エイベックス社から以下のアルバムが発売されている。なお、シングルCDは日本においては発売されていない。
- 2006 シヴァース+アーミン・オンリー スペシャル・エディション

アーミン初の日本国内盤。海外で発売されている「Shivers」から、「Gypsy」「Bounce Back」「Serenity」の3曲がカットされ、代わりに「Yet Another Day」「Blue Fear 2003」（海外での前作にあたる「76 (アルバム)」からの抜粋）と、Perpetuous Dreamer名義で発表されていた「The Sound Of Goodbye」が収録されている。なお、本作にはDVDが同梱されており、内容は海外でリリースされているDVD「Armin Only: The Next Level」の日本盤となっている。
- 2013 形而上のインテンス

アーミンの日本における2作目となる国内盤。日本における前作「シヴァース」とは異なり、海外で発売された「Intense」と収録内容は同一となっている。本人の作りだすサウンドの作風の変遷によって、日本における前作となる「シヴァース」とは異なり、本作ではEDM色の強い楽曲が大多数を占める。なお、本作ではすべての曲に邦題（必ずしも原題を訳したものではない）が付けられている（例："This Is What It Feels Like" → 「フィール～愛しき未来～」）。
- 2015 エンブレイス ～新たな出発～

海外で発売されたアルバム「Embrace」にボーナストラック「This Is What It Feels Like」が追加されている。尚アルバムタイトルは国内盤オリジナルのものだが「形而上のインテンス」と異なり曲名は変更されていない。